# 伴五十嗣郎
伴 五十嗣郎（ばん いそしろう、昭和18年（1943年）10月18日 - 令和2年（2020年）2月27日）は、日本の神道学者。皇學館大学名誉教授、元学長。専門は神道思想史。
神社本庁で参与および教学顧問、神道史学会で顧問を務めた。

## 来歴
北海道函館市生まれる。
昭和42年（1967年）に皇學館大學文学部卒業。昭和44年（1969年）に同大大学院文学研究科国史学専攻修了、福井市立郷土歴史博物館学芸員。
昭和59年（1984年）に皇學館大學神道研究所助教授、昭和59年（1984年）に皇學館大學文学部助教授、平成元年（1989年）に皇學館大學文学部教授。平成5年（1993年） - 皇學館大學神道研究所所長、平成6年（1994年）に皇學館大學学生部長。平成9年（1997年）に皇學館大學佐川記念神道博物館館長、平成13年（2001年）に皇學館大学文学部学部長。
平成15年（2003年）に皇學館大学学長（第8代）。平成23年（2011年）に皇學館大学学長を任期満了により退職、皇學館大学名誉教授、皇學館大学特別教授。

## 著書

### 単著
- 『松平春嶽公と平田学』（景岳会、1971）
- 『橋本左内事迹』（福井市教育委員会、1987）
- 『神道の自然観』（熱田神宮宮庁、1998）
- 『神宮祠官の伝統－その学風と精神－』（神宮文庫、2008）
- 『京阪蘭学者の神道思想』（道修町資料保存会、2009）

### 編著
- 『春嶽公記念文庫解説目録（文書編）』（福井市教育委員会、1972）
- 『春嶽公記念文庫解説目録（什器編）』（福井市教育委員会、1974）
- 『春嶽公記念文庫解説目録（追贈什器・文書編）』（福井市教育委員会、1975）
- 『奉答紀事』（新編日本史籍協会叢書I）（東京大学出版会、1980）
- 『松平春嶽公未公刊書簡集（一）』（福井市教育委員会、1983）
- 『松平春嶽公未公刊書簡集（二）』（福井市教育委員会、1985）
- 『松平春嶽公未公刊書簡集（三）』（福井市教育委員会、1986）
- 『神祇譜伝図記 : 皇學館大学神道研究所所蔵本・松尾大社所蔵本』（神道資料叢刊 1）（皇學館大学神道研究所、1988）
- 『松平春岳未公刊書簡集』（思文閣出版、1991）
- 『足代弘訓未公刊史料集』（神道資料叢刊 4）（皇學館大学神道研究所、1993）
- 『御巫清直未公刊資料集 : 神宮神事考證拾遺』（神道資料叢刊 5）（皇學館大學神道研究所、1996）
- 『神宮神事考証　補遺上（増補大神宮叢書10）』（吉川弘文館、2010）
- 『神宮神事考証　補遺下（増補大神宮叢書11）』（吉川弘文館、2010）

### 訳注
- （橋本左内）『啓発録 : 付書簡・意見書・漢詩』（講談社学術文庫、1982）

### 共編
- （岡田芳幸、伊藤雅紀）『津軽藩斎藤家文書 : 吉川神道関係史料』（神道資料叢刊 6）（皇學館大學神道研究所、1997）

### 共著
- 『中根雪江先生』（中根雪江先生百年祭事業会、1977）
- 『福井県史（資料編3、中近世1）』（福井県、1982）
- 『春嶽公記念文庫名品図録』（春嶽公記念文庫名品図録刊行会、1983）
- 『福井県史（資料編4、中近世2）』（福井県、1984）
- 『春嶽公記念文庫名品図録　─続編─』（春嶽公記念文庫名品図録刊行会、1985）
- 『日本の神々　第8巻北陸』（白水社、1985）
- 『福井市史（資料編3近世1）』（福井県、1986）
- 『式内社調査報告　第15巻北陸道Ⅰ』（皇學館大学出版部、1986）
- （神道大系編纂会）『神道大系 神社編 2』（神道大系編纂会、1988）
- 『福井市史（資料編4近世2）』（福井市、1988）
- 『式内社調査報告　第6巻東海道Ⅰ』（皇學館大学出版部、1990）
- 『福井市史（資料編5近世3）』（福井市、1990）
- 『白山神社史』（白山神社史編纂委員会、1992）
- 『神道大系（論説編5伊勢神道上）』（神道大系編纂会、1993）
- 『福井市史（資料編9近世7）』（福井市、1994）
- 『谷省吾先生退職記念神道学論文集』（国書刊行会、1995）
- 『福井県史（通史編4近世2）』（福井県、1996）
- 『射楯兵主神社史』（射楯兵主神社、1996）
- 『現代神道研究集成　第7巻神道思想研究編』（神社新報社、1999）
- 『名画にみる国史の歩み』（近代出版社、2000）
- 『日本の神々』（皇學館大学出版部、2000）
- 『寛政遷宮物語』（皇學館大学出版部、2002）
- 『続日本の神々』（皇學館大学出版部、2004）
- 『幕末維新最後の藩主285人』（新人物往来社、2009）
- 『伊勢と出雲の神々』（学生社、2010）

### 講演録
- 『中根雪江先生と周辺の人々 : 伴五十嗣郎先生講演記録誌』（ふくい藤田美術館、1990）